# Schloss Perlachsoed

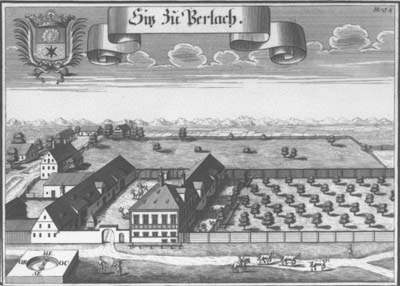
Sitz zu Perlach, Kupferstich von Michael Wening, 1701

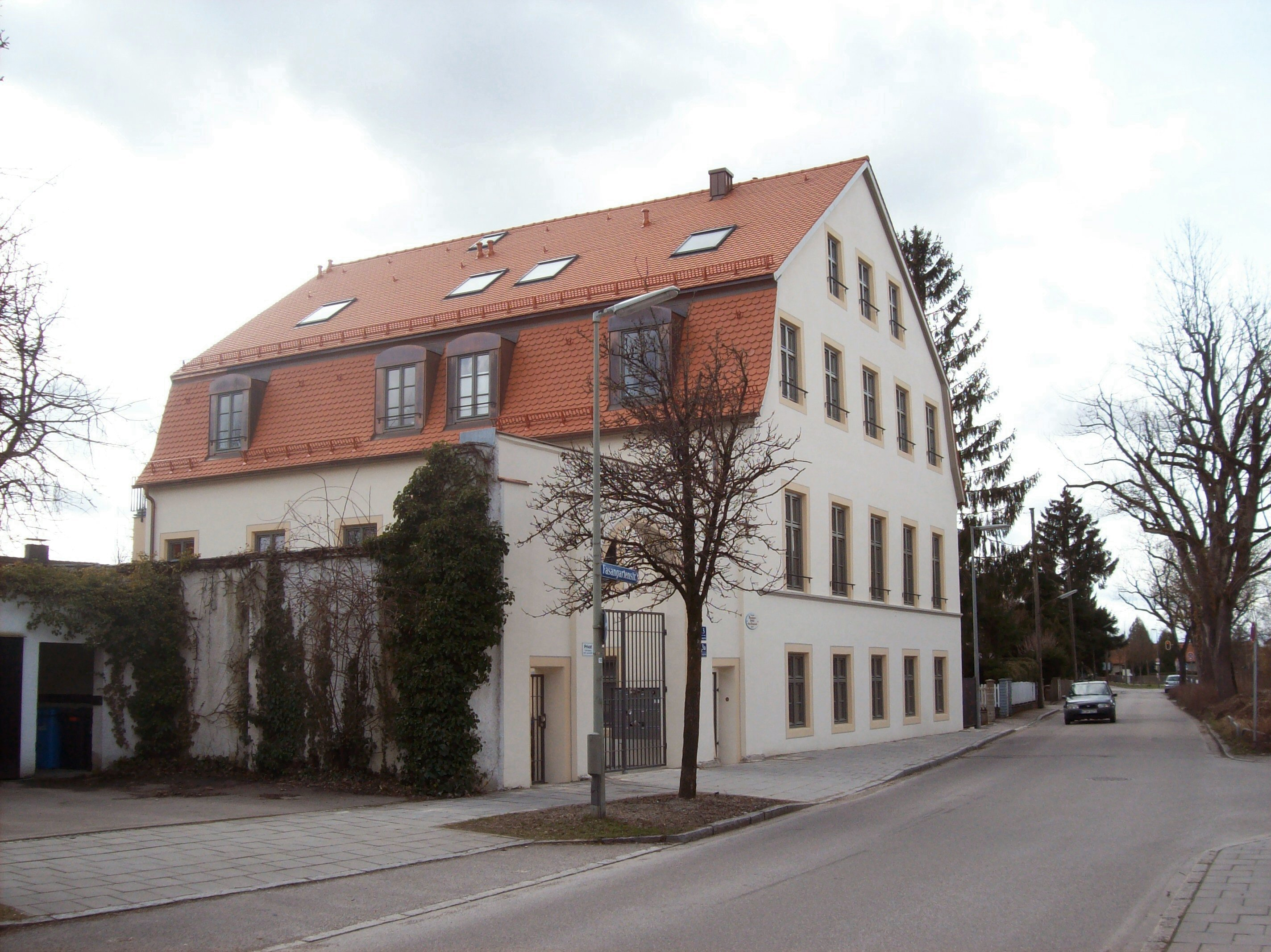
Schloss Perlachsoed 2010

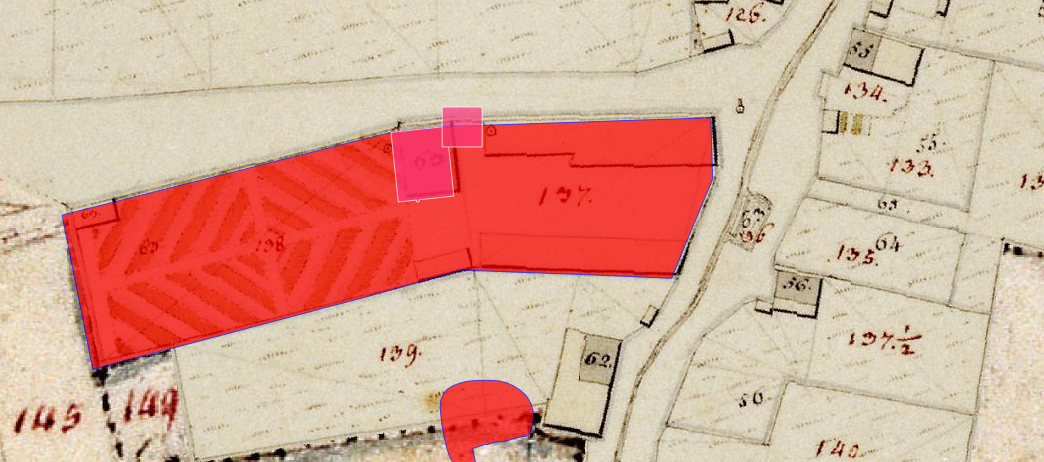
Lageplan von Schloss Perlachsoed auf dem Urkataster von Bayern

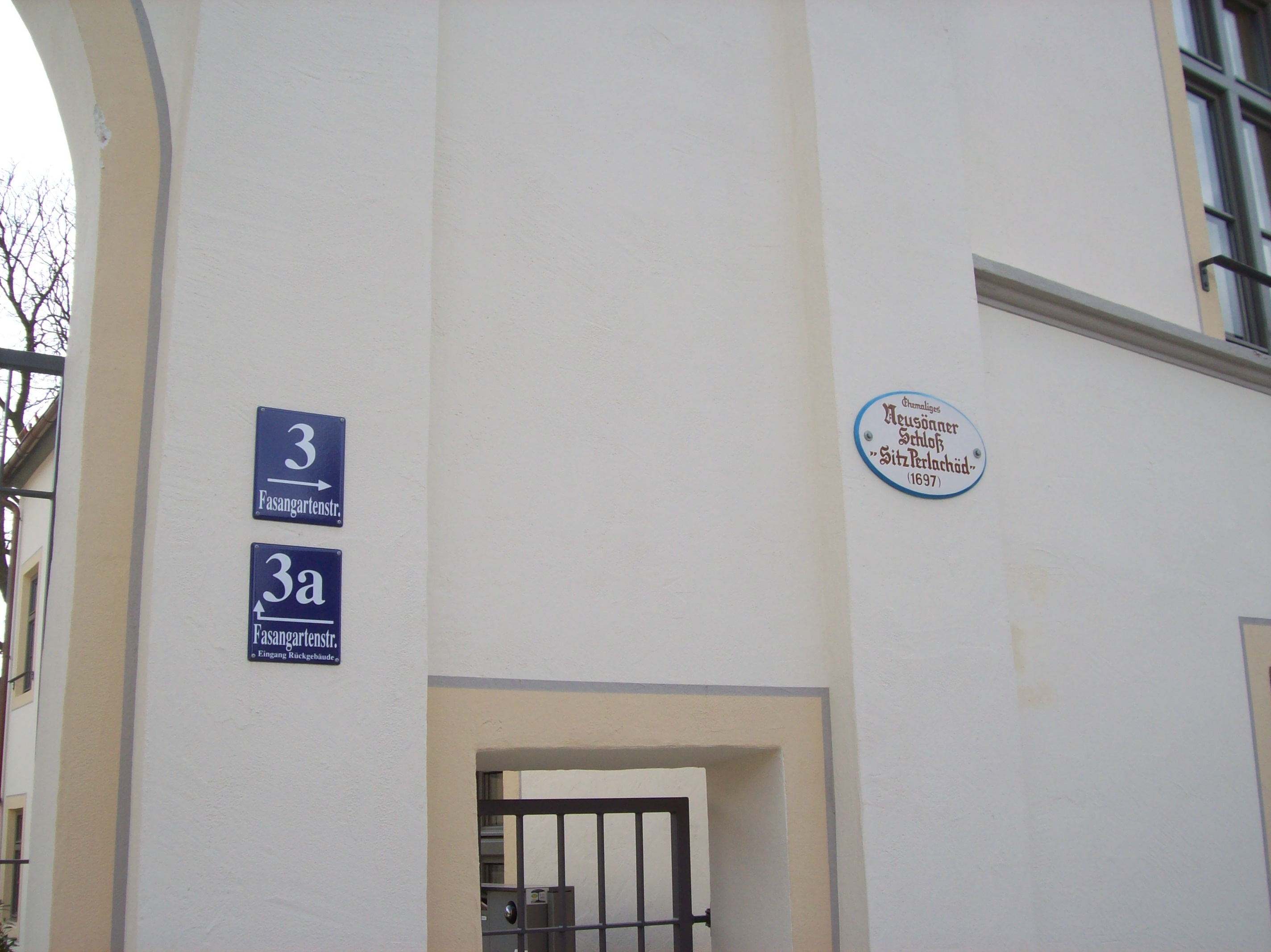
Eingangsbereich mit Gedenktafel, hier als „Perlachöd“ bezeichnet

Schloss Perlachsoed oder Perlachoed in München, nach seinem Erbauer auch Neusönner Schlösschen oder Schloss genannt, liegt im Süden des Münchner Stadtteils Perlach im Stadtbezirk Ramersdorf-Perlach mit Adresse Fasangartenstraße 3. Die Anlage ist unter der Aktennummer D-1-62-000-1630 als denkmalgeschütztes Baudenkmal von Perlach verzeichnet. Ebenso wird sie als Bodendenkmal unter der Aktennummer D-1-7935-0303 im Bayernatlas als „untertägige frühneuzeitliche Befunde im Bereich des ehem. Edelsitzes Schloss Perlachöd in Perlach mit barocker Gartenanlage“ geführt.

## Geschichte
Am 12. März 1696 erwarb der Geheimsekretär und spätere Statthalter Johann Sebald Neusönner das ursprüngliche Anwesen samt angrenzender Agrarflächen. Die Errichtung des Schlosses begann 1697, nachdem am 17. Januar 1697 durch Kurfürst Max Emmanuel von Bayern das kurfürstliche Privileg erging, gefreiter Adelssitz zu sein. Schloss Perlachsoed wird in Anlehnung an seinen Erbauer auch Neusönner Schloss (oder Schlösschen/Schlössl) genannt. Das Schloss ist in Privatbesitz und kann nicht besichtigt werden.

## Bauten
Perlachsoed  erstreckte sich ursprünglich über zwei Stockwerke. Im ersten Obergeschoss sind noch heute aufwändige Wandmalereien und Stuckverzierungen der einstigen Beletage erhalten. 1727 wurde Perlachsoed erweitert. Der Schlosshof war von Stallungen und Wirtschaftsgebäuden umgeben, von denen heute nur noch ein Gesindehaus existiert. Das Schloss wurde 2008/09 aufwändig saniert.